# Idaea autumnalis
Idaea autumnalis là một loài bướm đêm trong họ Geometridae.